# Vinyl 2
| Recensione | Giudizio |
| ---------- | -------- |
| InterMedia | 7/10     |

Vinyl #2 è il secondo album in studio della cantante russa Zivert, pubblicato il 8 ottobre 2021 dalla Pervoe Muzykal'noe Izdatel'stvo e Sem'ja.

## Tracce
1. Rokki – 2:57
2. Cry – 3:46
3. Del mar – 3:40
4. Tebe – 4:34
5. Tri dnja ljubvi – 3:11
6. Forever Young (feat. Lyriq) – 3:00
7. Na fart (feat. Bo) – 3:04
8. Turist – 3:21
9. Dva turista (feat. Wiwo) – 3:21
10. Tišina – 4:03
11. Mnogotočija – 3:27
12. JATL – 3:43

## Classifiche
| Classifica (2021) | Posizione massima |
| ----------------- | ----------------- |
| Lituania          | 20                |